# Mohamed Elneny
Mohamed Naser Elsayed Elneny (ur. 11 lipca 1992 w Al-Mahalla al-Kubra) – egipski piłkarz występujący na pozycji pomocnika w angielskim klubie Arsenal oraz w reprezentacji Egiptu. Wychowanek Al-Ahly, w swojej karierze grał także w takich zespołach jak El Mokawloon, FC Basel oraz Beşiktaş.